# 帕特里克·O·布朗
帕特里克·欧赖利·布朗（英語：Patrick O’Reilly Brown，1954年9月23日—），美国生物化学家，斯坦福大学生物化学教授。布朗生于华盛顿DC，从芝加哥大学获理学士和医学士学位，并在1980年于芝加哥大学尼古拉斯·R·科扎雷利教授指导下以对DNA拓扑异构酶的研究获博士学位。
布朗被认为是功能基因组学研究领域的领导者之一，他发展了一个可靠和广泛使用的测量全基因组基因表达的DNA微阵列系统，2000年获国家科学院分子生物学奖。